# Dusona gnara
Dusona gnara là một loài tò vò trong họ Ichneumonidae.